# Východočeská tabule
Východočeská tabule je geomorfologická oblast (též podsoustava) ve východní části České tabule. Zaujímá části krajů Pardubického, Královéhradeckého, Středočeského a Jihomoravského. Nejvyšším bodem oblasti je Baldský vrch.

## Charakter území
Je to plochá až členitá pahorkatina s vrchovinným územím na jihovýchodě, převážně v povodí Labe a jeho přítoků (Úpa, Metuje, Orlice, Loučná, Chrudimka, Cidlina) a Svitavy. Leží převážně na svrchnokřídových sedimentech s lokalitami neogenních mořských a říčních a pleistocenních říčních (proluviálních) a navátých (eolických) sedimentů. Je zde rozčleněný až slabě rozčleněný erozně denudační, erozně akumulační až akumulační georeliéf v oblasti křídových antiklinál, synklinál, okrajových sedimentárních stupňovin a tabulí, charakterizovaný zejména plochými kuestami, strukturně denudačními plošinami a plochými hřbety, pleistocenními říčními terasami a údolními nivami Labe a jeho přítoků, a tvary na spraších a vátých píscích.

## Geomorfologické členění
Oblast Východočeská tabule (dle značení Jaromíra Demka VIC) se člení dále na tyto celky a podcelky:
- VIC–1 Východolabská tabule
  - VIC–1A Cidlinská tabule – Holý (323 m)
  - VIC–1B Chlumecká tabule – Na šancích (352 m)
  - VIC–1C Pardubická kotlina – Kunětická hora (315 m)

- VIC–2 Orlická tabule
  - VIC–2A Úpsko-metujská tabule – střední výška 285 m
  - VIC–2B Třebechovická tabule – U rozhledny (454 m)

- VIC–3 Svitavská pahorkatina
  - VIC–3A Českotřebovská vrchovina – Baldský vrch (693 m)
  - VIC–3B Loučenská tabule – Modřecký vrch (657 m)
  - VIC–3C Chrudimská tabule – Heráně (454 m)[1]

## Fotogalerie

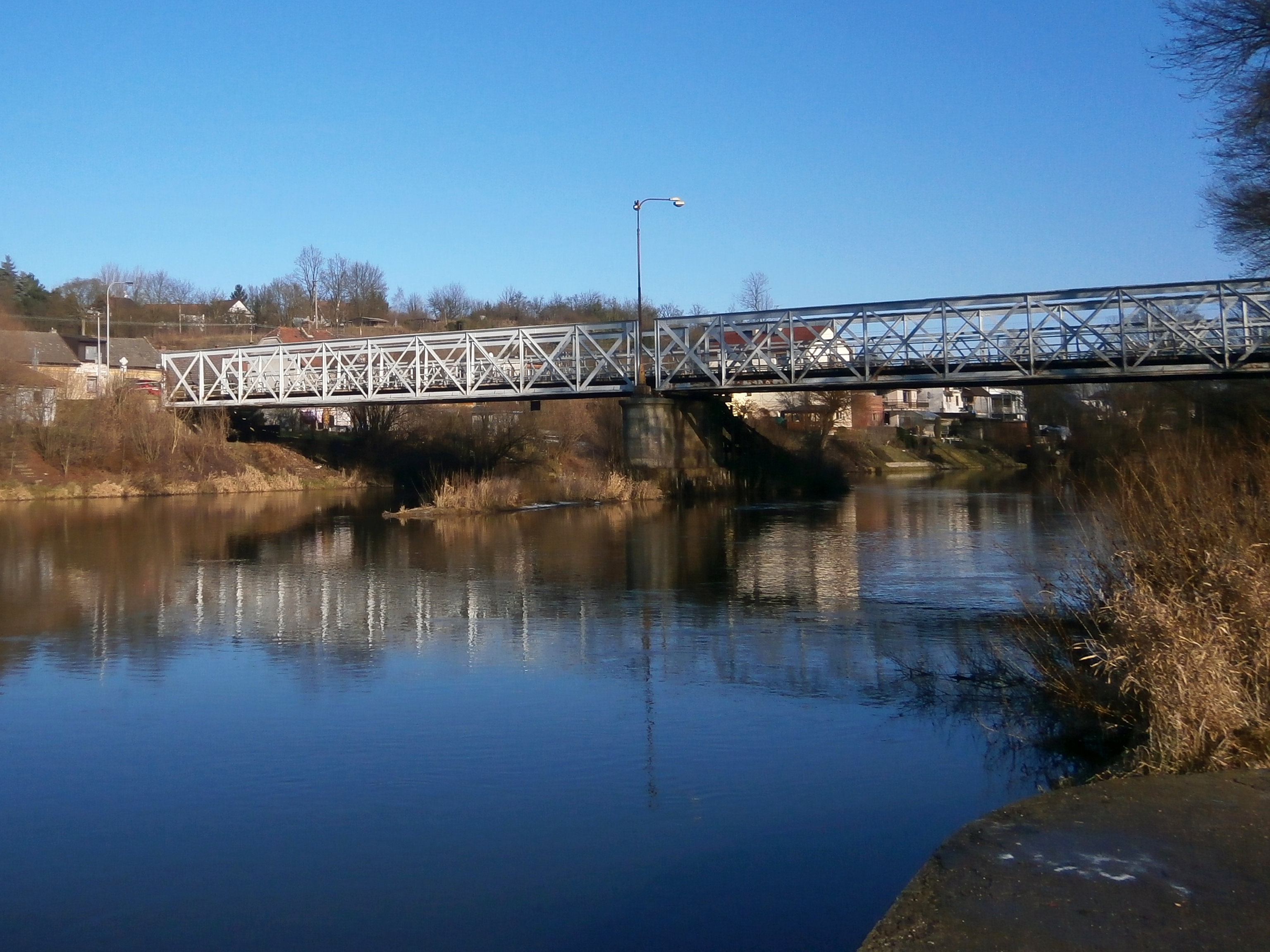
Orlice mezi Svinarami a Svinárkami
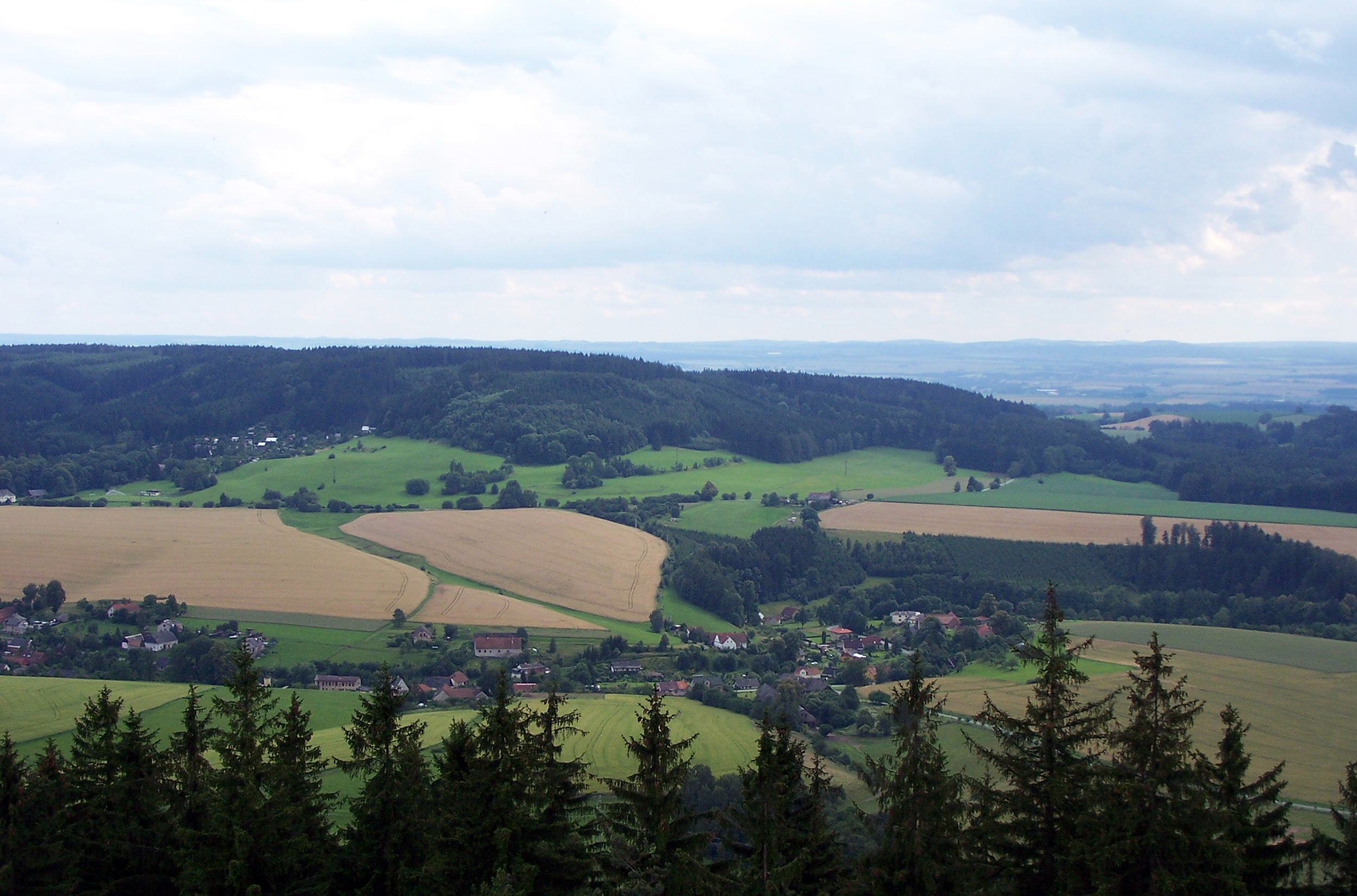
Obec Řetůvka a Řetovský hřbet z rozhledny Andrlův chlum